# Kubai futsalválogatott
A Kubai futsalválogatott Kuba nemzeti csapata, amelyet a Kubai labdarúgó-szövetség (spanyolul: Asociación de Fútbol de Cuba) irányít. 

## Története
Futsal-világbajnokságon először 1996-ban szerepeltek. Eddig összesen öt világbajnokságon vettek részt, de a csoportkör még nem sikerült továbbjutniuk.
A CONCACAF-futsalbajnokságon négyszer jutottak be a döntőbe, de minden alkalommal ezüstérmesek lettek (1996, 2000, 2004, 2008). 

## Eredmények

### Futsal-világbajnokság
| Év       | Eredmény      | Hely          | M             | Gy            | D             | V             | Rg            | Kg            | Gk            |
| -------- | ------------- | ------------- | ------------- | ------------- | ------------- | ------------- | ------------- | ------------- | ------------- |
| 1989     | Nem indult    | Nem indult    | Nem indult    | Nem indult    | Nem indult    | Nem indult    | Nem indult    | Nem indult    | Nem indult    |
| 1992     | Nem indult    | Nem indult    | Nem indult    | Nem indult    | Nem indult    | Nem indult    | Nem indult    | Nem indult    | Nem indult    |
| 1996     | Első forduló  | 16.           | 3             | 0             | 0             | 3             | 4             | 31            | -27           |
| 2000     | Első forduló  | 16.           | 3             | 0             | 0             | 3             | 1             | 20            | -19           |
| 2004     | Első forduló  | 14.           | 3             | 0             | 0             | 3             | 3             | 16            | -13           |
| 2008     | Első forduló  | 15.           | 4             | 1             | 0             | 3             | 16            | 25            | -9            |
| 2012     | Nem jutott be | Nem jutott be | Nem jutott be | Nem jutott be | Nem jutott be | Nem jutott be | Nem jutott be | Nem jutott be | Nem jutott be |
| 2016     | Csoportkör    | 22.           | 3             | 0             | 0             | 3             | 7             | 22            | -15           |
| Összesen | Csoportkör    | 4/8           | 13            | 1             | 0             | 12            | 24            | 91            | -67           |

### CONCACAF-futsalbajnokság
| Év       | Eredmény   | Hely | M  | Gy | D | V  | Rg  | Kg | Gk  |
| -------- | ---------- | ---- | -- | -- | - | -- | --- | -- | --- |
| 1996     | Ezüstérmes | 2.   | 4  | 2  | 0 | 2  | 14  | 17 | -3  |
| 2000     | Ezüstérmes | 2.   | 5  | 3  | 0 | 2  | 28  | 14 | +14 |
| 2004     | Ezüstérmes | 2.   | 5  | 3  | 1 | 1  | 18  | 10 | +8  |
| 2008     | Ezüstérmes | 2.   | 5  | 2  | 2 | 1  | 21  | 11 | +10 |
| 2012     | Csoportkör | 5.   | 3  | 1  | 0 | 2  | 12  | 7  | +5  |
| 2016     | Elődöntő   | 4.   | 4  | 1  | 1 | 3  | 15  | 20 | -5  |
| Összesen | 2. hely    | 6/6  | 27 | 12 | 5 | 10 | 108 | 79 | +29 |

## Külső hivatkozások
- Kuba a FIFA honlapján (angol nyelven). fifa.com. [2018. november 26-i dátummal az eredetiből archiválva]. (Hozzáférés: 2018. február 4.)
- Futsal World Ranking (angol nyelven). futsalworldranking.be
- FIFA Futsal World Cup Overview (angol nyelven). rsssf.com
- North and Central American Futsal Championship Overview (angol nyelven). rsssf.com